# Hemidactylus granchii
Hemidactylus granchii es una especie de gecos de la familia Gekkonidae.

## Distribución geográfica yhábitat
Es endémica del centro-este de Somalia. Su rango altitudinal oscila alrededor de 1100 m s. n. m..